# Amara vegasemsis
Amara vegasemsis är en skalbaggsart som beskrevs av Stehr. Amara vegasemsis ingår i släktet Amara och familjen jordlöpare. Inga underarter finns listade i Catalogue of Life.